# 楓葉永恆公園
楓葉永恆公園（英語：Maple Leaf Forever Park）是加拿大安大略省多倫多的一座市政公園。公園以亞歷山大·繆爾（Alexander Muir）創作的歌曲《楓葉永恆》命名。該公園於1933年透過公開籌款建立，以紀念這位作曲家，位於里斯利街（Leslie Street）與堅活路（Greenwood Avenue）之間的皇后東街（Queen Street East）路段以南的里斯利威老（Leslieville）社區。

## 公園特色
公園的主要特色都與亞歷山大·繆爾有關，包括：
- 楓樹小屋（Maple Cottage），是繆爾的故居，建於約1871年。[2]
- 一棵有150年歷史、啟發繆爾寫下了這首歌的銀楓：這棵樹在2013年7月19日被一場風暴截斷，只剩下它的部分樹幹留在了楓樹小屋前院的東北角。在風暴之前，這棵樹已經接近枯萎。[3]
- 一棵新植的銀楓樹，是繆爾的樹的後代：看到這棵有150年歷史楓樹行將就木，住在湖灘（The Beaches）社區的一對夫婦從這棵樹上摘下了十幾根楓樹樹枝；這對夫婦在後院用這些樹枝種植的楓樹只有一棵倖存下來。2007年，這棵幼樹被移植至楓葉永恆公園的中央，現在人們依然可以看到它。[3]

在楓樹小屋的前院，有一塊紀念繆爾及他的歌的牌匾。它由Grand Orange Lodge於1958年豎立，以取代1930年豎立的早期牌匾。